# Хосровабад
Хосровабад (перс. خسروآباد‎) — город на севере Ирана, в остане Тегеран. Входит в состав шахрестана Пардис. Административный центр бахша Джаджруд.

## География
Город находится в центральной части остана, на левом берегу реки Джаджаруд, на расстоянии приблизительно 5 километров (по прямой) к западо-юго-западу от города Пардис, административного центра шахрестана. Абсолютная высота — 1472 метра над уровнем моря.

## Население
По данным переписи 2006 года население села составляло 1180 человек (733 мужчины и 447 женщин). В Хосровабаде насчитывалось 386 домохозяйств. Уровень грамотности населения составлял 78,3 %. Уровень грамотности среди мужчин составлял 82,4 %, среди женщин — 72,7 %.
В 2016 году в городе имелось 340 домохозяйств и проживало 1083 человека (550 мужчин и 533 женщины).